# Seleção Islandesa de Voleibol Feminino
A seleção islandesa de voleibol feminino é uma equipe europeia composta pelas melhores jogadoras de voleibol da Islândia. A equipe é mantida pela Federação Islandesa de Voleibol (Blaksamband Íslands). Encontra-se na 101ª prosição do ranking mundial da FIVB segundo dados de 6 de outubro de 2015.